# Сьвеміно
Сьвеміно (пол. Świemino) — село в Польщі, у гміні Бесекеж Кошалінського повіту Західнопоморського воєводства.